# 라키우라 국립공원

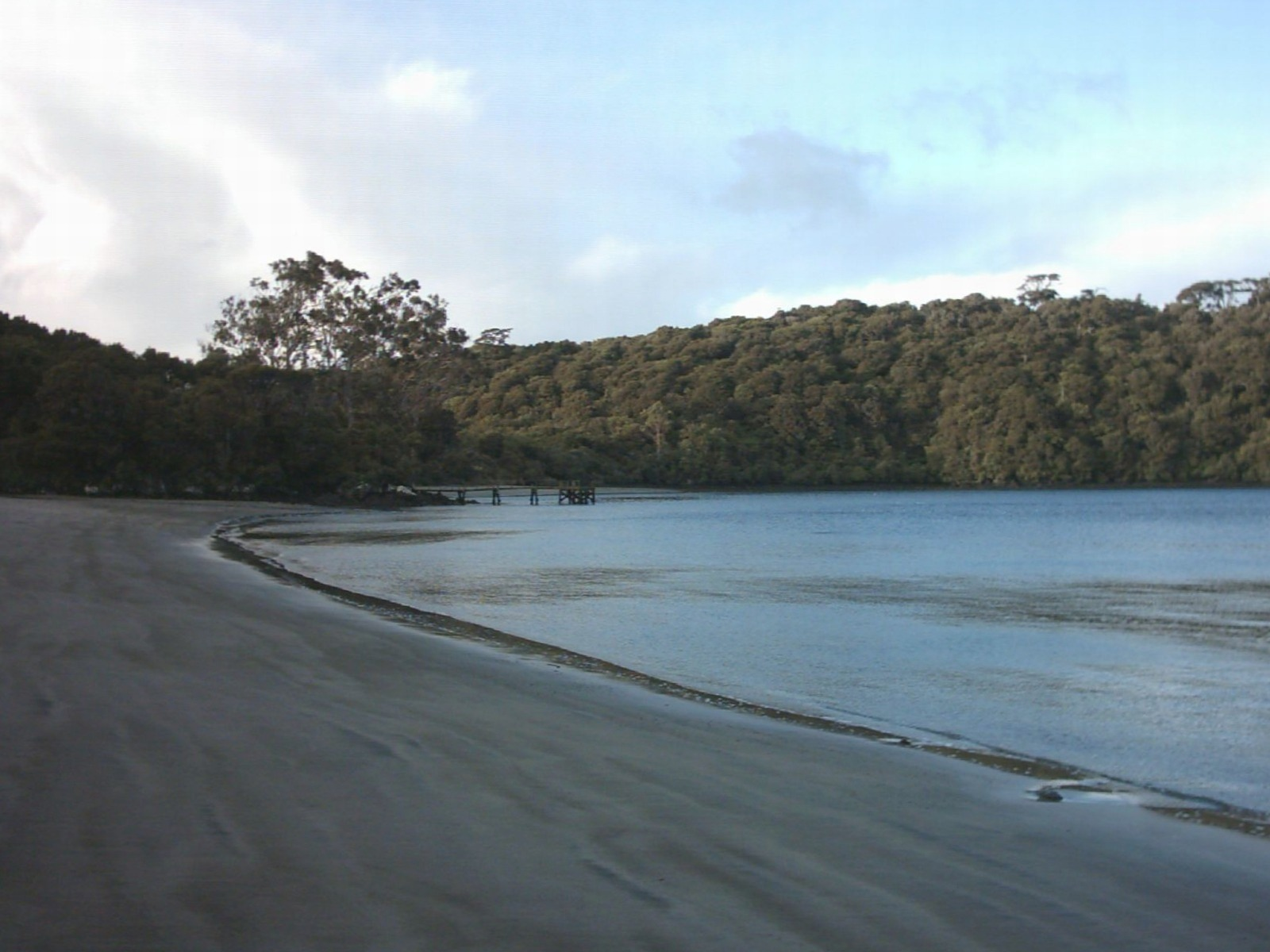
포트 윌리엄 헛 근처, 노쓰 코스트

라키우라 국립공원(Rakiura National Park)은 뉴질랜드 남섬 스튜어트섬에 위치한 자연보호 공원이다. 뉴질랜드의 14번째 국립공원이고, 공식적으로 개장한 것은 2002년 3월 9일이다. 면적은 1,570 km2이며, 그것은 스튜어트섬 면적의 85%를 차지하는 것이다. 규모 면으로는 뉴질랜드에서 세 번째이다. 이 공원의 면적에서 하프문 만 주위와 길, 사유지, 그리고 마오리 소유의 땅과 내륙은 제외되어 있다. 이전 자연보호 구역과 풍경보호구 그리고 국영 숲 지역을 묶은 것이다.

## 자연 역사
국립공원 내에는 인기있는 라키우라 트랙(Rakiura Track)이 있다. 공원 내에는 많은 야생 새들이 발견된다.

## 같이 보기
- 뉴질랜드의 국립공원